# Yu Xie
Yu Xie est professeur dans le département de sociologie à l'université du Michigan aux États-Unis.
Il est également chercheur au « Population Studies Center », au « Survey Research Center of the Institute for Social Research » et au « Center for Chinese Studies ». Pour illustrer son thème de recherche de prédilection : il dirige le programme quantitatif de méthodologie (QMP). Le professeur Xie a récemment enseigné les cours suivants :
- introduction aux méthodes sociologiques ;
- inférence causale en sciences sociales.

Il a été de nombreuses fois récompensé notamment par la « Otis Dudley Duncan Distinguished ».

## Affiliations professionnelles
- Association américaine de sociologie,
- American Statistical Association,
- Population Association of America,
- Sociological Research Association.

## Responsabilités éditoriales pour les revues
- American Sociological Review (1996-2000)
- Journal of the American Statistical Association (1999-2001)
- Sociological Methods and Research (1989-jusqu'à nos jours : 2007)
- American Journal of Sociology (1994-1996)
- Sociological Methodology (1994-1997)
- Sociology of Education (2003-jusqu'à nos jours : 2007).

## Publications
- avec Thornton, Arland, William Axinn, Marriage and Cohabitation. Chicago: University of Chicago Press. 2007.
- (zh) 2006, Sociological Methodology and Quantitative Analysis (Méthodologie sociologique et analyse quantitative)
- avec Scott, Jacqueline L., Quantitative Social Science. Londres, Sage. 2005.
- avec Kimberly Goyette. 2004. A Demographic Portrait of Asian Americans. New York, Russell Sage Foundation and Population Reference Bureau
- avec Kimberlee A. Shauman, 2003, Women in Science: Career Processes and Outcomes (Femmes et Science)
- avec Powers, 2000, Statistical Methods for Categorical Data Analysis (Méthodes statistiques pour l'analyse de données par catégorie)

## Articles
- Xie, Yu. 1988. “Franz Boas and Statistics.” Annals of Scholarship 5:269-296.
- Xie, Yu. 1989. “Structural Equation Models for Ordinal Variables: An Analysis of Occupational Destination.” Sociological Methods and Research 17:325-352.
- Xie, Yu. 1989. “An Alternative Purging Method: Controlling the Composition-Dependent Interaction in an Analysis of Rates.” Demography 26:711-716.
- Xie, Yu. 1989. “Measuring Regional Variation in Sex Preference in China: A Cautionary Note.” Social Science Research 18:291-305.
- Xie, Yu et Charles F. Manski. 1989. “The Logit Model and Response-Based Samples.” Sociological Methods and Research 17:283-302.
- Xie, Yu. 1990. “What is Natural Fertility? The Remodeling of a Concept.” Population Index 56:656-663.
- Xie, Yu. 1991. “Model Fertility Schedules Revisited: The Log-Multiplicative Model Approach.” Social Science Research 20:355-368.
- Xie, Yu. 1992. “The Log-Multiplicative Layer Effect Model for Comparing Mobility Tables.” American Sociological Review 57:380-395.
- Xie, Yu. 1992. “The Socioeconomic Status of Young Male Veterans, 1964-84.” Social Science Quarterly 73:379-396.
- Xie, Yu. 1992. “The Social Origins of Scientists in Different Fields.” Research in Social Stratification and Mobility 11:259-279.
- Xie, Yu et Ellen Efron Pimentel. 1992. “Age Patterns of Marital Fertility: Revising the Coale-Trussell Method.” Journal of the American Statistical Association 87:977-984.
- Zhao, Xinshu et Yu Xie. 1992. “Western Influence on (People’s Republic of China) Chinese Students in the United States.” Comparative Education Review 36:509-529.
- Li, Rose Maria, Yu Xie, et Hui-Sheng Lin. 1993. “Division of Family Property in Taiwan.” Journal of Cross-Cultural Gerontology 8:49-69.
- Xie, Yu. 1994. “Log-Multiplicative Models for Discrete-Time, Discrete-Covariate Event History Data.” p. 301-340 in Sociological Methodology, edited by Peter Marsden. Washington, The American Sociological Association.
- Hannum, Emily et Yu Xie. 1994. “Trends in Educational Gender Inequality in China: 1949-1985.” Research in Social Stratification and Mobility 13:73-98.
- Camic, Charles et Yu Xie. 1994. “The Advent of Statistical Methodology in American Social Science -- Columbia University, 1880-1915: A Study in the Sociology of Statistics.” American Sociological Review 59:773-805.
- Xie, Yu et Emily Hannum. 1996. “Regional Variation in Earnings Inequality in Reform-Era Urban China.” American Journal of Sociology 101:950-992. Translated to Chinese and reprinted p. 460-508 in Market Transition and Social Stratification, edited by Bian Yanjie, Pékin, Shanlian Press, 2002.
- Frey, William H., Kao-Lee Liaw, Yu Xie, et Marcia J. Carlson. 1996. “Immigration ‘Pushes’ and Welfare Magnet ‘Pulls’: Impacts on State Poverty Populations.” Population and Environment 17:491-536.
- Xie, Yu. 1996. “A Demographic Approach to Studying the Process of Becoming a Scientist/Engineer.” p. 43-57 in Careers in Science and Technology: International Perspective, edited by National Research Council. Washington,  National Academy Press.
- Shauman, Kimberlee A. et Yu Xie. 1996. “Geographic Mobility of Scientists: Sex Differences and Family Constraints.” Demography 33:455-468.
- Xie, Yu et Kimberly Goyette. 1997. “The Racial Identification of Biracial Children With One Asian Parent: Evidence from the 1990 Census.” Social Forces 76:547-570.
- Xie, Yu et Kimberlee A. Shauman. 1997. “Modeling the Sex-Typing of Occupational Choice:Influences of Occupational Structure.” Sociological Methods and Research 26:233-261.
- Xie, Yu. 1998. “The Essential Tension between Parsimony and Accuracy.” p. 231-236 in Sociological Methodology, edited by Adrian Raftery. Washington, The American Sociological Association.
- Hannum, Emily et Yu Xie. 1998. “Occupational Differences between Han Chinese and National Minorities in Xinjiang, 1982-1990.” Demography 35:323-333.
- Lin, Ge and Yu Xie. 1998. “The Loglinear Modeling of Interstate Migration: Some Additional Considerations.” American Sociological Review 63: 900-907.
- Xie, Yu et Kimberlee A. Shauman. 1998. “Sex Differences in Research Productivity Revisited: New Evidence about an Old Puzzle.” American Sociological Review 63:847-870.
- Xie, Yu. 1999. “The Tension between Generality and Accuracy.” Sociological Methods and Research 27:428-435.
- Goyette, Kimberly et Yu Xie. 1999. “Educational Expectations of Asian-American Youth:Determinants and Ethnic Differences.” Sociology of Education 72:22-36.
- Mouw, Theodore et Yu Xie. 1999. “Bilingualism and the Academic Achievement of Asian Immigrants:Accommodation with or without Assimilation?” American Sociological Review 64:232-252.
- Goyette, Kimberly et Yu Xie. 1999. “The Intersection of Immigration and Gender: Labor Force Outcomes of Immigrant Women Scientists.” Social Science Quarterly 80:395-408.
- Raymo, James M. et Yu Xie. 2000. “Income of the Urban Elderly in Post-Reform China: Political Capital, Human Capital, and the State.” Social Science Research 29:1-24.
- Xie, Yu. 2000. “Demography: Past, Present, and Future.” Journal of the American Statistical Association 95:670-673. Reprinted p. 190-196 in Statistics in the 21th Century, edited by Adrian E. Raftery, Martin A. Tanner, et Martin T. Wells. New York: Chapman and Hall. 2002.
- Xie, Yu. 2000. “Assessment of the Long-Term Benefits of Head Start.” p. 139-167 in Into Adulthood:A Study of the Effects of Head Start, by Sherri Oden, Lawrence J. Schweinhart, and David P. Weikart. Ypsilanti, MI: High/Scope Press.
- Xie, Yu. 2000. “Endogenous Switching Regression Models.” p. 169-178 in Into Adulthood: À Study of the Effects of Head Start, by Sherri Oden, Lawrence J. Schweinhart, et David P. Weikart. Ypsilanti, MI: High/Scope Press.
- Raymo, James M. et Yu Xie. 2000. “Temporal and Regional Variation in the Strength of Educational Homogamy.” American Sociological Review 65:773-781.
- Xie, Yu. 2001. “Demographic Models.” p. 3449-3452 in International Encyclopedia of the Social and Behavior Sciences, edited by Paul B. Baltes and Neil J. Smelser. Oxford, England: Elsevier Science.
- Axinn, William, Arland Thornton, Li-Shou Yang, Linda Young-DeMarco, et Yu Xie. 2002. “Mothers’ Reports of Children’s Family Formation Behavior.” Social Science Research 31:257-283.
- Shauman, Kimberlee, et Yu Xie. 2003. “Explaining Sex Differences in Publication Productivity among Postsecondary Faculty.” p. 175-208 in Equal Rights, Unequal Outcomes: Women in American Research Universities, edited by Lilli S. Hornig. New York: Kluwer Academic/Plenum Publishers.
- Xie, Yu, James Raymo, Kimberly Goyette, et Arland Thornton. 2003. “Economic Potential and Entry into Marriage and Cohabitation.” Demography 40:351-367.
- Wu, Xiaogang et Yu Xie. 2003. “Does the Market Pay Off? Earnings Returns to Education in Urban China.” American Sociological Review 68: 425-442.
- Xie Yu, et Kimberly Goyette. 2003. “Social Mobility and Educational Choices of Asian Americans.” Social Science Research 32:467-498.
- Pamela Bennett et Yu Xie. 2003. “Racial Differences in College Enrollment Revisited: The Role of Historically Black Colleges and Universities.” American Sociological Review 68:567-580.
- Xie, Yu. 2003. “Association Model.” p. 30-33 in Encyclopedia of Social Science Research Methods, edited by Michael Lewis-Beck, Alan Bryman et Tim Futing Liao. Thousand Oaks, Ca: Sage.
- Zeng, Zhen et Yu Xie. 2004. “Asian Americans’ Earnings Disadvantage Reexamined: The Role of Place of Education.” American Journal of Sociology 109:1075-1108.
- Hauser, Seth et Yu Xie. 2005. “Temporal and Regional Variation in Earnings Inequality: Urban China in Transition between 1988 and 1995.” Social Science Research: 34:44-79.